# Pseudotrichia stromatophila
Pseudotrichia stromatophila är en svampart som beskrevs av Kirschst. 1939. Pseudotrichia stromatophila ingår i släktet Pseudotrichia, ordningen Pleosporales, klassen Dothideomycetes, divisionen sporsäcksvampar och riket svampar.   Inga underarter finns listade i Catalogue of Life.